# Гдовски рејон
Гдовски рејон (рус. Гдовский район) административно-територијална је јединица другог нивоа и општински рејон на крајњем северу Псковске области, односно на западу европског дела Руске Федерације.
Административни центар рејона је град Гдов. Према проценама националне статистичке службе Русије за 2015, на територији рејона је живело 12.459 становника или у просеку око 3,67 ст/км².

## Географија
Гдовски рејон смештен је на крајњем северу Псковске области. Обухвата територију површине 3.391,4 км², и по том параметру налази се на 3. месту међу 24 рејона у области. Граничи се са Стругокрасњенским и Пљушким рејоном на истоку, односно са Псковским рејоном на југу. На северу је Сланчањски рејон Лењинградске области. На западу излази на обале Чудског језера (негде у дужини од око 100 километара), чијом средином пролази државна граница са Естонијом.
Територија Гдовског рејона смештена је у глацијалној депресији чијим источним делом протиче река Пљуса, док се идући ка западу терен постепено спушта ка обалама Чудског језера. Југозападни делови рејона, уз обале језера су најнижи, доста замочварени и подложни честим поплавама са језера. Цела територија рејона налази се у сливном подручју реке Нарве, односно Финског залива Балтичког мора. Најважнија притока Пљусе на подручју рејона је Љута. Реке у западном делу рејона директно се уливају у Чудско језеро, а најзначајније међу њима су Желча, Гдовка и Черма.
На крајњем југу рејона, уз леву обалу језера налази се Ремдовски споменик природе (површине 649 км²), један од три заштићена природна добра од националног значаја.

## Историја
Територија савременог Гдовског рејона у почетку је била насељена разним угро-финским племенима, да би потом била освојена од стране словенских племена и постала делом Новгородске кнежевине. Године 1242. на залеђеном Чудском језеру одиграла се велика битка између Новгородаца предвођених Александром Невским и Ливонаца, у којој су руски витезови до ногу потукли Ливонце.
Током XIV и XV века подручје улази у састав Псковске републике, а у том периоду појављују се и први писани подаци о насељу Гдову (1322. година). Године 1431. основана је Гдовска тврђава која је у наредним деценијама у неколико наврата била мета напада пољских и шведских војски.
Гдовски рејон успостављен је 1924. године, као административна јединица Лењинградске губерније, а потом и Лењинградске области. У границама Псковске области је од њеног оснивања 23. августа 1944. године. У јануару 1958. територији Гдовског рејона присаједињено је подручје некадашњег Полновског рејона.

## Демографија и административна подела
Према подацима са пописа становништва из 2010. на територији рејона је живело укупно 12.792 становника, док је према процени из 2015. ту живело 12.459 становника, или у просеку 3,67 ст/км². По броју становника Гдовски рејон се налази на 13. месту у области и његова популација чини тек око 1,93% свеукупне обласне популације. Једини градски центар у рејону је град Гдов у којем живи око трећина рејонске популације.
| 1959.  | 1970.  | 1979.  | 1989.  | 2002.  | 2010.  | 2015.   |
| ------ | ------ | ------ | ------ | ------ | ------ | ------- |
| 28.073 | 23.712 | 21.149 | 20.118 | 17.715 | 12.792 | 12.459* |

Напомена:* Према процени националне статистичке службе. 
На подручју рејона постоји укупно 327 насељених места, међусобно подељених на 8 трећестепених општина (7 сеоских и једну урбану, подаци за 2010. годину).